# Куча (государство)

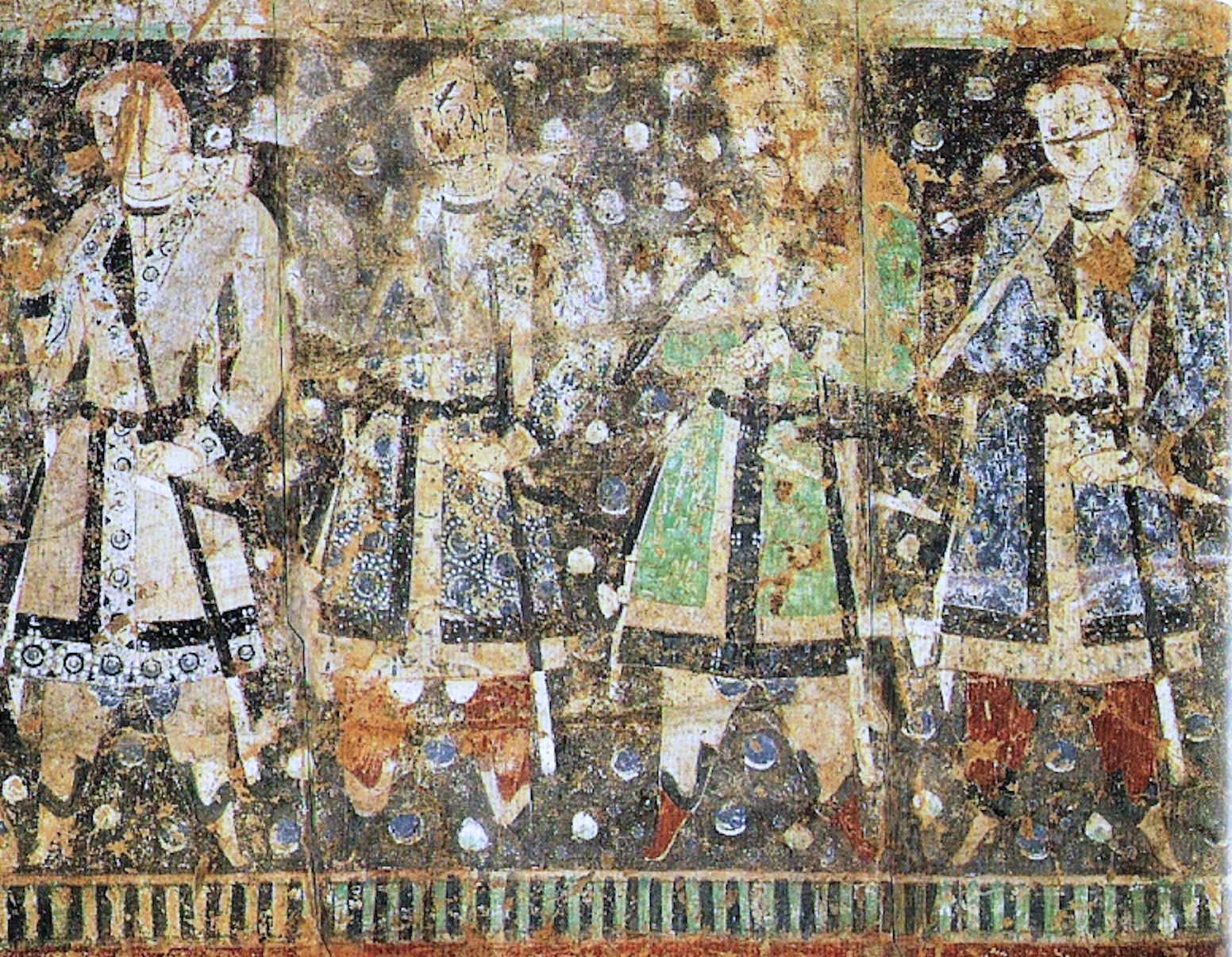
Изображение жителей Кучи на фреске в Кызылских пещерах.

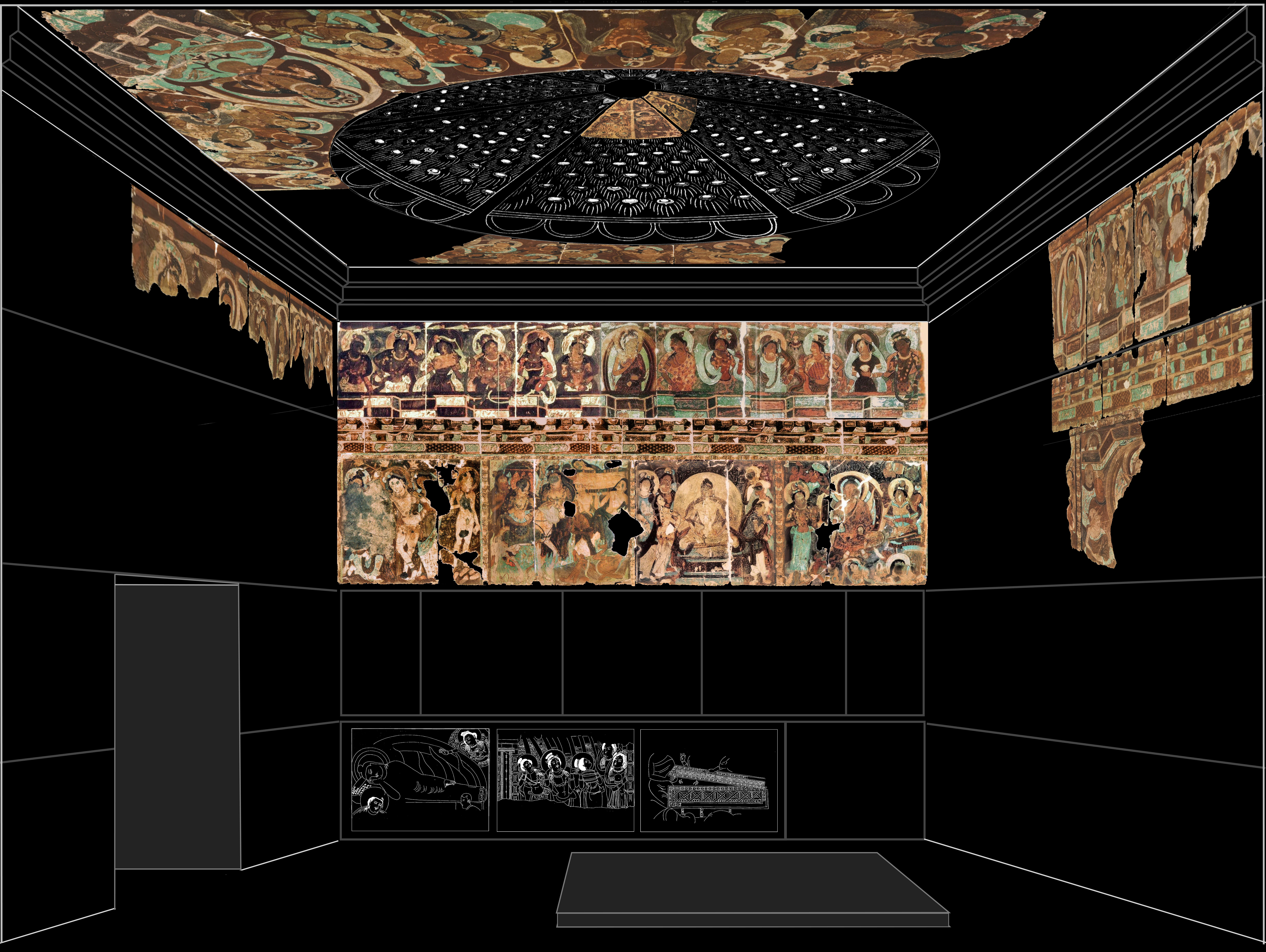
Интерьер. «Павлинья пещера» в пещерах Кизил недалеко от Кучи, построенная около 400 г.

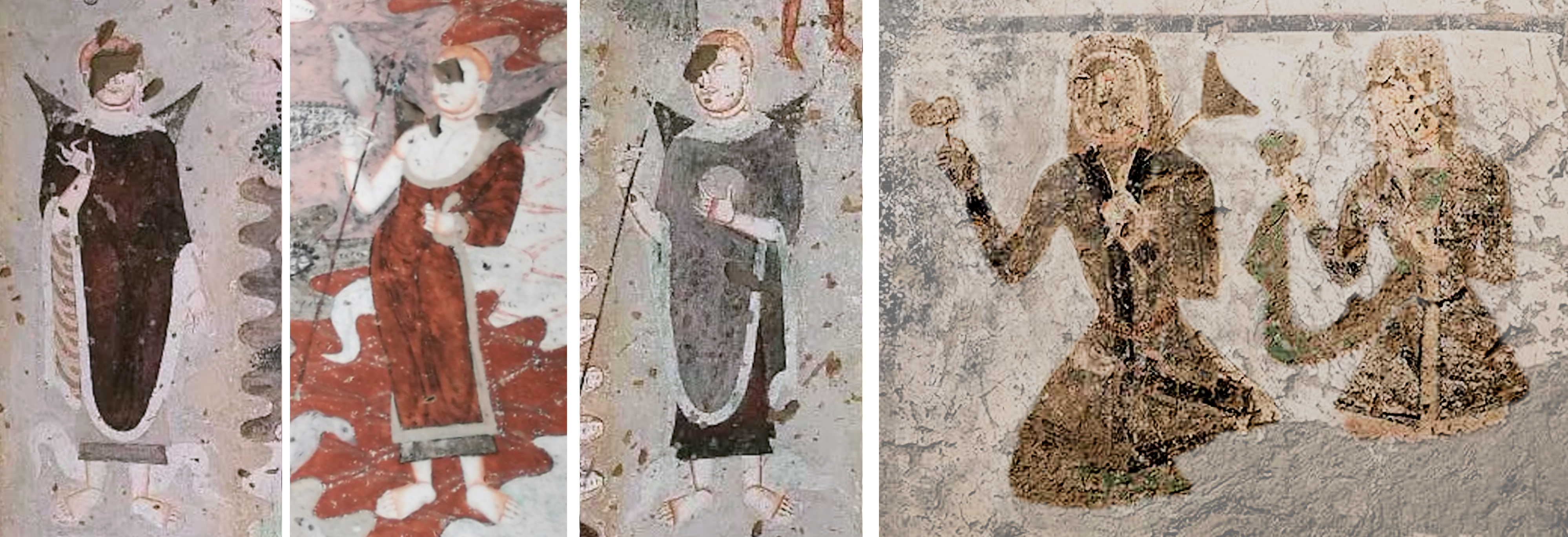
Кучийские монахи и миряне около 300 г. на фресках Пещеры Гиппокамп (Пещера 118), Пещеры Кизил

Куча или Кучэ ( уйгур. كۇچار, Кучар; кит. 龜茲, Кучи) — древнее буддийское государство, протягивавшееся вдоль северной кромки пустыни Такла-Макан по северному маршруту Великого шёлкового пути между Карашаром к востоку и Аксу к западу.
Конец существованию этого политического образования положило расширение Танской империи на запад в VII веке. Результатом стала ассимиляция индоевропейцев тюркоязычными соседями. О современном городе см. Куча (город).

## Описание
Куча занимала стратегическое положение на Северном Шелковом пути, что принесло процветание и сделало Кучу богатым центром торговли и культуры. Поскольку Куча была оазисным городом, расположенным к северу от пустыни Такла-Макан, он привлекал путешественников, проходящих по Шелковому пути. Древний город также служил не только местом отдыха для путешественников и посетителей, но и религиозной крепостью и политическим центром.
В китайской хронике «Ханьшу» сообщается, что Куча — самое крупное из тридцати семи государств запада. Господствующим этносом оазиса были носители тохарских языков. Его население составляло 81 317 жителей, 21 076 из которых могли носить оружие. После присоединения Западного Края была учреждена китайская администрация в Куча из, примерно, 29 человек. Место добычи и выплавки металлов. Климат тёплый. Продают тонкие ткани, фетр, свинцовые белила, оленью кожу, ковры, малахит, аурипигмент, бензойную смолу, породистых лошадей и быков. Водятся дикие павлины, их употребляют в пищу, а иногда и разводят как домашнюю птицу, у князя их около 1000. На северо-западе в горах есть источник, из которого вытекает густая белая жидкость с неприятным запахом. Местные жители используют её для предотвращения выпадения волос и зубов, в также лечения кровавого поноса.

### Обычаи
Вообще обычаи сходны с карашарскими. Ван (князь) надевал на голову цветной платок, который завязывали сзади. Трон был выполнен в форме золотого льва. Убийц казнили, разбойникам и грабителям отсекали по руке и ноге. Налоги платят продуктами земледельцы, а остальные серебром. Железо сдают в казну. Когда в 630 году монах Сюаньцзан проезжал через Кучу, он сделал запись о том, что две огромных тридцатиметровых статуи Будды стоят по обе стороны западных ворот Кучи. Ещё Сюань Цзан отметил: 
Столица в окружности около 17-18 ли. Выращивают просо, пшеницу, а также рис. Разводят виноград и гранаты. Много груш, яблок и персиков. Местные руды — жёлтое золото, медь, железо, свинец и олово. Климат мягкий, [жители] нрава честного. Письменность по образцу индийской, однако сильно изменена. Искусство игры на музыкальных инструментах гораздо выше, чем в других странах. Одежда — из расшитой узорами шерстяной ткани. Стригут волосы, носят шапки. Для торговли используют золотые, серебряные и мелкие медные монеты. Царь родом из Цюйчжи, недалек умом и находится под влиянием старшего сановника. По местному обычаю, когда родятся дети, их головы сжимают досками и уплощают. Монастырей здесь около 100, монахов около 1000 человек. Исповедуют учение «малой колесницы», школы сарвастивада. Учение Сутр и установления Винаи соответствуют индийским образцам: изучающие их точно следуют первоначальному писанию. Исповедуя «постепенное учение», примешивают к пище «три чистых [вида мяса]». Склонны к чистоте, привержены учености и в усердии своем состязаются с мирянами.

### Культура
Любят музыку и песни. Пользуются горизонтальным письмом. Привержены буддизму. Деформируют черепа новорождённых с помощью деревяшек. Волосы обычно стригут, но князь никогда не стрижётся. Правитель носит на голове парчовый платок, одевается в такой же кафтан и носит пояс с драгоценными камнями. На новый год устраивают бои баранов, лошадей и верблюдов, и таким образом гадают об урожае.

## История
При Хань У-ди в Бугуре были размещены военные поселенцы, их возглавил Лайдань (賴丹), сын юймиского князя, попавший сначала в войско Ли Гуанли, а затем в Чанъань. Кучанцы посчитали себя оскорблёнными, поскольку Лайдань был их бывший данник и заложник и, быстро напав, убили его. В 69 году до н. э. князь Чан Хуэй (常惠) напал на Кучу с 50 000 воинов из соседних княжеств и потребовал выдать виновных в убийстве Лайданя. Был казнён старейшина Гу (姑), а прежний князь, учинивший нападение, уже скончался.
Примерно в это время, через Куча проезжала Диши (弟史), дочь правителя усуней и китайской принцессы. Она направлялась в Чанъань для обучения. Князь Цзянбинь (絳賓) задержал её и уговорил усуней отдать Диши ему в жёны. В 65 году до н. э. супругам было разрешено приехать к императору, где они были щедро одарены. Цзянбинь перенял китайскую одежду и построил дворец в китайском стиле. Хотя простые кучанцы не одобряли любви князя к китайцам, при сыне Цзянбиня Чэндэ (丞德) союз с Хань ещё больше укрепился.
В период раздробленности Китая кучасцы были независимы. Неосторожно ограбив вэйских послов, они подверглись нападению Вань Дугуя (萬度歸), посланного Тоба Дао. Хотя кучасцов было в три раза больше: 3000 против 1000 вэйцев, Дугуй убил 200 из них и обратил в бегство остальных. Взяв добычу, вэйцы ушли. Кучасцы стали высылать дань и продолжали делать это в отношении преемников Вэй.
В 610 году в Куче правил ван Бай Сунилиу (白蘇尼栎巫), у него было несколько тысяч войска.
В начале династии Тан князь Суфабоцзе (蘇伐勃駃) отправил посольство в Китай, но вскоре скончался. Ему наследовал сын Суфаде (蘇伐疊) принявший титул Шицзянь-мохэ-сылифа (時健莫賀俟利發). В 630 году он установил дипломатические отношения с Ли Шиминем. Суфаде стал склоняться к союзу с западными тюрками и во время похода танцев против Карашара (640 год) отправил войска на помощь карашарцам.

### Завоевание Кучи империей Тан
После смерти Суфаде ему наследовал брат — Хэлибушиби (訶黎布失畢), который поначалу пытался примириться с Тан. В 648 году Тан Тай-цзун отправил своего прославленного генерала Ашина Шээра (второй сын Чуло-хана, перешедший к Тан) для завершения покорения Сиюя. Из 13 племён союзных кочевников (теле) было собрано 100 000 воинов в 5 корпусах. Узнав о падении Карашара, кучаские старейшины разбежались и Шээр остановился в 300 ли от города. Кучасцы выставили против танского авангарда (1000 всадников во главе с Хань Вэем (韓威)) свою 50 000 армию во главе с Цзеледянем (羯獵顛). Притворным отступлением танцы заманили кучасцев и разбили. Видя подготовку танских войск к осаде, Хэлибушиби собрав лучшую конницу и Цзеледяня бежал на запад. В городе Бохуань (撥換) он был настигнут Шээром и, после месячной осады, сдался на милость императора.
Тем временем, кучаский министр Нэйли (那利) смог добраться до Западного каганата и, собрав там 10 000 тюрок, вернулся. Нэйли разбил один из китайских корпусов. При попытке взять город, тюрки столкнулись с основными силами и, потеряв 3000 человек, отступили. Нэйли предпринял вторую попытку, но теперь танцы смогли подготовиться и, потеряв 8 000 убитыми, Нэйли попал в плен.
После этого сиюйские города начали сдаваться войскам Тан. В Куча была поставлена каменная стела с надписью о победе, правителем Шээр сделал брата смещённого князя — Еху (葉護).
Получив доклад, Ли Шиминь произнёс своеобразный тост: 

Я некогда говорил, что разные предметы служат нам забавою. Земляной городок и бамбуковый конёк суть забавы мальчиков; украшаться золотом и шёлком есть забава женщин; посредством торговли взаимно меняться избытками есть забава купцов; высокие чины и хорошее жалованье есть забава чиновников; в сражениях не иметь соперника есть забава полководцев; тишина и единство в мире есть забава государей. Я теперь весел!
Оригинальный текст (кит.)夫樂有幾，朕嘗言之：土城竹馬，童兒樂也；飭金翠羅紈，婦人樂也；貿遷有無，商賈樂也；高官厚秩，士大夫樂也；戰無前敵，將帥樂也；四海寧一，帝王樂也。朕今樂矣

Захваченным кучасцам (Хэлибушиби, Нэйли, Цзеледянь) Ли Шиминь сделал выговор и оставил их при дворе. Завоевание Кучи, между тем, завершилось 19 января 649 года. Взойдя на престол в 650 году, Тан Гао-Цзун помиловал их и отпустил в Куча. Хэлибушиби снова занял трон. Спустя несколько лет Хэлибушиби поехал к императору, в его отсутствие Нэйли соблазнил его жену, которая была из рода Ашина. Император распорядился арестовать Нэйли. При возвращении Хэлибушиби Цзеледянь отказался впустить его в город. Хэлибушиби от огорчения умер (659). Китайский генерал Ян Чжоу (楊胄) взял город штурмом и казнил Цзеледяня и его сообщников. Князем поставлен Суцзи. По распоряжению администрации чиновники приступили к детальному описанию и картографированию земель, попавших под танский контроль.
После 678 года Куча на короткое время попала под контроль Тибетской империи, пока Ван Сяоцзе не разбил тибетцев. Ставка Наместничества Анси была помещена в Куча и размещён 30-тысячный гарнизон. Снабжение такого крупного гарнизона было затруднительно по пустыне и поэтому вся тяжесть снабжения легла на кучасцев. У Хоу, несмотря на просьбы чиновников, отказалась вывести войска из Сиюя.
В 719 году ваном стал Бай Доби, который короновался под китайским именем Бай Сяоцзе (白孝节). Своего брата Сяои (孝義) он отправил в Чанъань.
Сведения по Цзы чжи тун цзянь и другим источникам:
| Имя                                              | годы                      | Комментарий                                                       |
| ------------------------------------------------ | ------------------------- | ----------------------------------------------------------------- |
| Цзянбинь (绛宾)                                  | 72-36 год до н. э.        | в 65 году стал подданным Хань                                     |
| Чэндэ (丞德)                                     | 36 до н. э. −16 год н. э. | сын предыдущего                                                   |
| Хун (弘)                                         | 16-46                     | правил 30 лет                                                     |
| Цзэло (则罗)                                     | 46-50                     | правил 4 года                                                     |
| Цзуаньду (身毒)                                  | 50-73                     | правил 23 года                                                    |
| Цзянь (建)                                       | 73-76                     | правил 3 года                                                     |
| Юлидо (尤利多)                                   | 76-91                     | правил 16 лет                                                     |
| Бай Ба (白霸)                                    | 91-110                    | правил 19 лет                                                     |
| Бай Ин (白英)                                    | 110-127                   | правил 17 лет                                                     |
| Бай (白)                                         | 222-280                   | неполное имя                                                      |
| Бай Шань (白山)                                  | 280-326                   | правил 46 лет                                                     |
| Лун Хуэй (龙会)                                  | 326-349                   | Карашарский узурпатор                                             |
| Бай Чунь (白纯)                                  | 349-382                   | правил 23 года                                                    |
| Бай Чжэнь (白震)                                 | 382-437                   | правил 55 лет                                                     |
| Бай (白)                                         | 437-475                   | неполное имя                                                      |
| Бай (白)                                         | 475-521                   | неполное имя                                                      |
| Нижуймачжунашэн (尼瑞摩珠那胜)                   | 521-562                   | правил 40 лет                                                     |
| Тоттика (托提卡)                                 | 562—581                   | упомянут в пещерной надписи                                       |
| Бай Суниде (白苏尼咥) или Сунилиу (蘇尼栎巫)     | 681-615                   | Установил дип. отношения с Суй                                    |
| Бай Суфабоцзе (蘇伐勃駃)                         | 615-618                   | Установил дип. отношения с Тан                                    |
| Бай Суфаде (蘇伐疊)                              | 618-647                   | сын предыдущего, тронное имя Шицзянь-мохэ-сылифа (時健莫賀俟利發) |
| Бай Хэлибушиби (訶黎布失畢)                      | 647-648                   | брат предыдущего                                                  |
| Бай Еху (葉護)                                   | 648-650                   | брат предыдущего                                                  |
| Бай Хэлибушиби (河黎布失毕)                      | 650-659                   | повторно                                                          |
| Бай Суцзи (白素稽)                               | 659-678                   | сын предыдущего                                                   |
| Бай Хуэйдилухуэй (白回地罗徽)                    | 678-680                   | правил 2 года                                                     |
| Янь Тяньде (延田跌)                              | 680-692                   | правил 12 лет                                                     |
| Янь Яоба (延繇拔)                                | 692-708                   | правил 16 лет                                                     |
| Бай Моби (白莫苾)                                | 708-719                   | правил 11 лет                                                     |
| Бай Сяоцзе (白孝节), наст. имя Бай Доби (白多幣) | 719-731                   | сын предыдущего принял китайское имя                              |
| Бай Хуань (白环)                                 | 719-776                   | последний известный                                               |